# Катастрофа Ту-134 под Алма-Атой
Катастрофа Ту-134 под Алма-Атой — крупная авиационная катастрофа, произошедшая в ночь вторника 30 августа 1983 года в окрестностях Алма-Аты. Авиалайнер Ту-134А 1-го Казанского ОАО предприятия «Аэрофлот» завершал регулярный пассажирский рейс SU-5463 по маршруту Казань — Челябинск — Алма-Ата, но при заходе на посадку в Алма-Атинском аэропорту Алматы лайнер значительно отклонился от курса и снизился ниже безопасной высоты в регионе полëта (самолëт летел на высоте 600 м, вместо установленных 4620 м). Пилоты, при выполнении левого разворота в последний момент увидели опасность и потянули штурвалы на себя, но из-за отсутствия запаса высоты, лайнер столкнулся с горой Долан Заилийского Алатау в 36 км юго-восточнее аэропорта Алматы полностью разрушившись. Погибли все 90 человек на борту — 83 пассажира (из них 16 детей) и 7 членов экипажа.
Катастрофа рейса 5463 стала крупнейшей в истории казанской авиации и всей приволжской в целом, а также она стала второй (наравне с катастрофой Ту-104 под Алма-Атой и после катастрофы Ту-154 в Алма-Ате) по числу жертв авиакатастрофой в истории Казахстана.

## Самолёт
Ту-134А (регистрационный номер СССР-65129, заводской 60630, серийный 48-01) был выпущен Харьковским авиазаводом 31 августа 1978 года. 1 октября 1978 года был передан авиакомпании «Аэрофлот». Оснащён двумя двухконтурными турбореактивными двигателями Д-30 производства Пермского моторного завода. На день катастрофы авиалайнер совершил 6515 циклов «взлёт-посадка» и налетал 9976 часов.

## Экипаж
Состав экипажа рейса SU-5484 был из 261-го лётного отряда Казанского ОАО, в состав которого входили 7 человек:
- Командир воздушного судна (КВС) — 33-летний Виктор Михайлович Храмов. Пилот 1-го класса, налетал 6157 часов;
- Второй пилот — 44-летний Александр Иванович Новиков. Налетал 7824 часа;
- Штурман — 49-летний Зуфар Равилович Равилов. Налетал 14 303 часа;
- Бортмеханик — 39-летний Владимир Ильич Напаев. Налетал 8903 часа.

Об остальных членах экипажа информация неизвестна.

## Хронология событий

### Предшествующие обстоятельства

#### Вылет
30 августа 1983 года, вечером в 20:03 местного времени (18:03 МСК) рейс SU-5463 с 83 пассажирами и 7 членами экипажа вылетел из Челябинского аэропорта Баландино, а рейс выполнял Ту-134А борт СССР-65129, летящий из Казани в Алма-Ату с промежуточной остановкой в Челябинске. Сейчас самолёт выполняет последний участок полёта: Челябинск — Алма-Ата. Всего на его борту находилось 90 человек: 84 пассажира (68 взрослых и 16 детей) и 6 членов экипажа. Набрав высоту, лайнер занял эшелон полёта 10 200 м. 

#### Полёт
При пролёте зоны вспомогательного районного центра (ВРЦ) аэропорта Балхаш экипаж ошибочно доложил выход из зоны за 48 км до границы ВРЦ. Диспетчер ВРЦ своевременно обнаружил и исправил ошибку. 
Предпосадочная подготовка была проведена не в полном объеме: члены экипажа не доложили о готовности к снижению, не были уточнены порядок ухода на запасной аэродром, препятствия в районе аэропорта Алматы, высота первого разворота, установленная схемой, ограничительный пеленг с магнитным курсом посадки 51° (с юго-запада), не определена резервная система захода на посадку.

### Заход на посадку

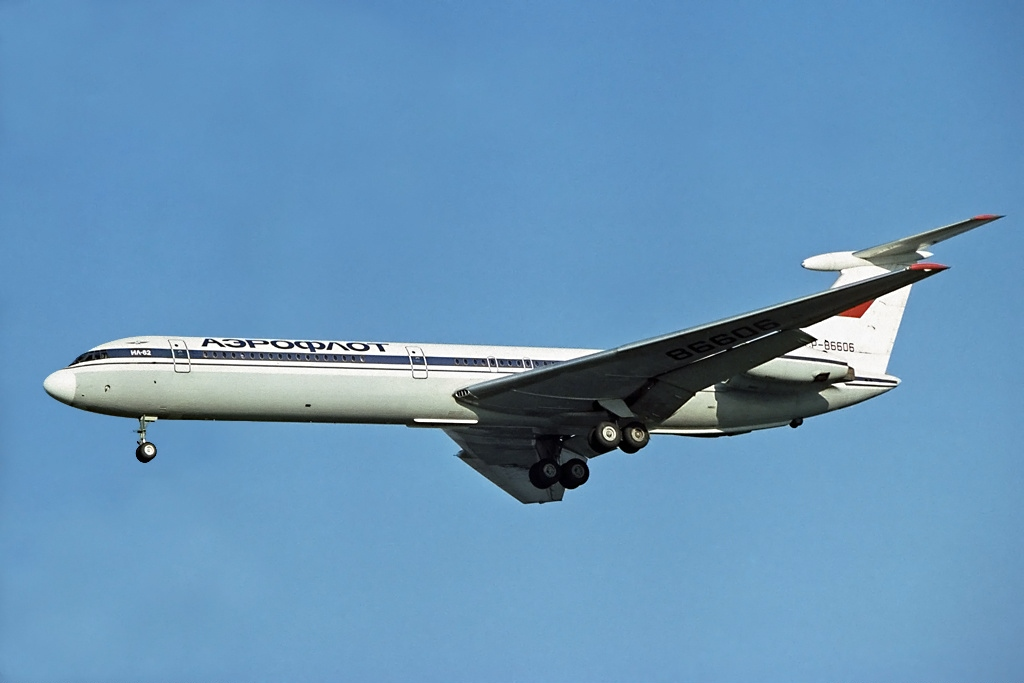
Ил-62 предприятия «Аэрофлот»

После доклада диспетчеру районного центра (РЦ) о времени расчетного снижения экипаж в 22:25 местного времени получил команду о занятии высоты 5 100 м на ОПРС Акчи. После перехода на связь с диспетчером подхода аэропорта Алма-Ата — 27-летним Виталием Илющенко экипаж получил местонахождение самолёта – удаление 95 км с азимутом 315° - и указание следовать к третьему развороту. Инструкцией по производству полетов в районе аэропорта Алма-Ата такая схема входа не предусмотрена. В 23:03 диспетчер подхода дал экипажу разрешение на занятие высоты 3 600 м. В это время экипаж следовавшего сзади самолёта Ил-62 борт СССР-86609 Алма-Атинского ОАО (Казахское УГА) доложил пролет ОПРС Акчи на высоте 5 700 м (на 600 метров выше заданной) и получил указание следовать к третьему развороту. Получив указание следовать к третьему развороту экипаж Ту-134 вместо курса 140° ошибочно взял курс 199°. Диспетчер подхода, определив ошибку, дал указание следовать с курсом 140°, а затем разрешил снижение до высоты 2 100 м. В процессе снижения, в результате допущенных экипажем рейса SU-5463 отклонений от расчётного курса, к третьему развороту Алма-Атинский Ил-62 оказался впереди казанского Ту-134. 
В 23:08 диспетчер подхода изменил ранее данное указание и дал команду экипажу Ту-134 следовать на ДПРМ и разрешение на занятие высоты 1 800 м, а в 23:09 дал указание экипажу Ил-62 занять высоту 2 100 м. 

### Катастрофа
В 23:10 экипаж Ту-134 получил свое местонахождение – удаление 40 км с азимутом 290° - и указание о переходе на связь с диспетчером круга, который сообщил экипажу эшелон перехода 1 800 м, давление аэродрома 703 мм рт.ст. и разрешил занять высоту 900 м на ДПРМ, а экипажу самолета Ил-62 в нарушение требований ОПП-77 указал другой эшелон перехода – 2 100 м, а затем разрешил снижение до 600 м к четвертому развороту. 
В 23:12 на удалении 24 км (при боковом удалении от оси ВПП 16 км) экипаж Ту-134 получил указание правым разворотом взять курс 230°. Экипаж выключил навигационную автономную систему, оставив включенным боковой канал автопилота. В процессе разворота со средним креном 14° самолёт оказался внутри прямоугольного маршрута с боковым удалением от оси ВПП 4,5 км. Ту-134 в нарушение правил было дано указание на отворот вправо, снижение до 900 м, выполнение четвёртого разворота вне схемы и занятие высоты 600 м ночью над горным районом с минимальной безопасной высотой 4 620 м. 
Во время выполнения разворота, рейс SU-5463 в 23:17:25 местного времени (20:17:25 МСК) с левым креном 11-12º и с приподнятым вверх носом под углом 14º плашмя (относительно склона) на скорости 370 км/ч с азимутом 232° столкнулся с горой Долан в высотой 714 м в 36 км от аэропорта в Карасайском районе Алматинской области на высоте 690 м (24 м ниже её вершины, 1 365 м над уровнем моря). Диспетчер в это время занимался посадкой Ил-62 и в течение полутора минут не контролировал полёт Ту-134. После срабатывания системы предупреждения опасного сближения с землёй экипаж лишь через 23 секунды начал набор высоты (за 1-2 секунды до катастрофы), но это не спасло самолёт. Все 90 человек на его борту погибли.
Согласно рассказам участников поисково-спасательной операции все тела были фрагментированы, осталось лишь тело маленькой 5-летней девочки.
Фактическая погода на месте происшествия была: облачность 4-5 баллов кучево-дождевая высотой 3500-4000 м, верхняя граница 7000-8000 м, видимость 10 км. 

## Причины авиакатастрофы

### Выводы
- Экипажем самолёта и службой движения были допущены грубые нарушения требований нормативных документов МГА, выразившиеся в невыдерживании установленной на аэродроме схемы захода на посадку.

- В нарушение требований РЛЭ при работе ССОС в течение 23 секунд экипаж не перевёл самолёт в набор высоты.

- В нарушение Инструкции по производству полетов в районе аэропорта Алма-Ата диспетчер круга дал команду экипажу на выполнение четвёртого разворота и снижение до высоты 600 м за пределами схемы захода на посадку в районе с минимально безопасной высотой полета 4 620 м.

   Исполняющий обязанности руководителя полетов не выполнил требования НПП-ГА-78 и должностной инструкции в части осуществления контроля действий диспетчеров при УВД и обеспечении безопасности полета. 
   Выполнение полёта и УВД осложнили: 
- некачественно проведенная предпосадочная подготовка в экипаже;

- недостаточно четкие знания района аэродрома и препятствий членами экипажа и диспетчером круга;

- нарушения правил и фразеологии радиообмена и технологии работы экипажем и диспетчером службы движения, некомплексное использование экипажем бортовых систем навигации и посадки для определения места самолета в процессе снижения и захода на посадку;

- отсутствие четкого определения границ зоны взлёта и посадки и неполный перечень препятствий в Инструкции по производству полётов в районе аэропорта Алма-Ата;

- ночные условия полёта над горной местностью.

#### Выявленные недостатки
Также в 261-м лётном отряде выявлены недостатки в организации лётной работы, подготовке экипажей ВС к полётам и проведении мероприятий по предотвращению авиационных происшествий. Расследованием вскрыты недостатки в организации работы службы движения аэропорта Алма-Ата.

### Заключение
Заключение: Катастрофа произошла в результате грубых нарушений диспетчером круга и экипажем установленной схемы снижения и захода на посадку на аэродроме Алма-Ата при выполнении полёта за её пределами на высоте ниже безопасной для данного района, что привело к столкновению ВС со склоном горного хребта и его разрушению. Ночной полёт в горах, нечеткое определение границ зон взлёта и посадки аэродрома и безопасных высот полета с учетом горного рельефа местности в Инструкции по производству полетов в районе аэропорта Алма-Ата, а также нарушение правил фразеологии усложнили условия полёта.

## Расшифровка переговоров
Э — Рейс SU-5463
Д — диспетчер подхода Виталий Илющенко

Э: Алма-Ата круг, 65129, курс на дальний, 1800, заход по курсоглиссадной системе в директорном режиме.

Д: 65129, Алма-Ата круг, удаление 36, прямой 290, заход разрешаю, эшелон перехода 1800, по давлению 703, на дальний 900.

Э: 129, понял, эшелон перехода 1800, давление 703, на дальний 900.

Д: 129, справа от Вас 8 км. Ил-62 будет до 600 снижаться.

Э: Алма-Ата круг, 65129, эшелон перехода, давление 703 установили, на дальний занял 900.

Д: 129, пока на 900.

Э: 129, сохраняю 900.

Д: 129, правый разворот, курс 230.

Э: 129, курс … разворот вправо, курс 203, сохраняю 900.

Д: 230!

Э: 230.

Д: 129, нажатие.

Э: 129, даю нажатие.

Д: 129, понял.

Д: 65129.

Э: 129, курс 230, 900 сохраняем.

Д: 129, на 900, 240.

Э: 240, 900 сохраняю.

Д: 129, четвёртый разворот влево выполняйте, занимайте 600.

Д: 129, влево четвёртый, 600.

Переход в аварийную ситуацию: экипаж, не используя своё право не выполнять указание диспетчера, занял высоту 600 м в горах (минимально безопасная высота в этом районе — 4620 м).

Д: 129, нажатие прошу.

Э: 129, даю нажатие, курс 140, 600 занял…

Д: 129, курс 40, левый продолжайте.

Э: Продолжаю разворот на курс 40, 129.

Срабатывает звуковая сигнализация ВПР и ССОС (системы предупреждения опасного сближения с землей).

Д: 129, нажатие!

За 1-2 сек до столкновения КВС Храмов перевел самолёт в набор высоты.

Д: 129, круг, нажатие.

## Память
Вскоре, на месте катастрофы был воздвигнут мемориал, где изображён радар и время катастрофы — 23:17.